# أسنان لبنية
الأسنان اللبنية أو أسنان الحليب أو الرواضع (أو الأسنان المتساقطة، أو أسنان الطفل، أو الأسنان المؤقتة، أو الأسنان الأولية ) وهي المجموعة الأولى من الأسنان في النمو التطوري للإنسان أو الثدييات ثنائية التسنين. تظهر هذه المجموعة خلال المراحل الجنينية من التطور، وتبرز لتصبح مرئية في الفم خلال مراحل الطفولة.
تفقد عادةً الأسنان اللبنية وتستبدل بالأسنان الدائمة، ولكن في غياب الاستبدالات الدائمة فإنها تستطيع البقاء نشطة وفعالة لعدة سنوات.
وهي أسنان بيضاء صغيرة الحجم ذات جذور قصيرة وتظهر من الشهر السادس، وقد يترافق ظهورها مع شيء من الألم، وغالبا ما تكون القاطعتان المركزيتان السفليتان هما أول سنين بازغتين، وتتوالى مجموعات الأسنان اللبنية بالبزوع حتى تكتمل في الفم في حوالي العامين والنصف.
يمتلك الطفل ما مجموعه عشرون سنا لبنية بحيث يحتوي كل فك على عشرة أسنان هي أربعة قواطع ونابان وأربعة طواحن مؤقتة. فيكون مجموعها 8 قواطع و4 أنياب و8 طواحن.

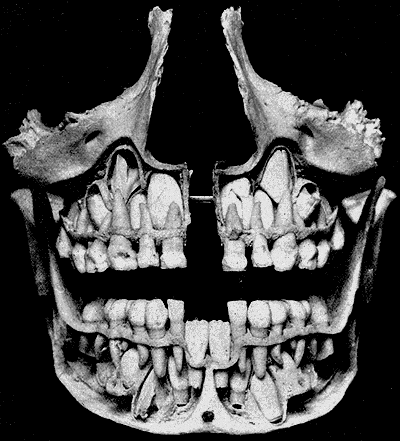
صورة مقتطعة لجمجمة طفل تُظهر أسنان دائمة واقعة أعلى وأسفل الأسنان اللبنية قبل تساقطها. القاطع المركزي السفلي الأولي مستبدل بالدائم.

## مرحلة التسنين الأولي
تبدأ الأسنان الأولية بالتكون أثناء المرحلة الجنينية من الحمل في الأسبوع السادس من تطور الصفيحة السنية.
تبدأ هذه العملية من خط المنتصف ثم تمتد نحو المناطق الخلفية، ومع مرور الوقت وحينما يصبح عمر الجنين ثماني أسابيع سيكون هناك عشرة براعم في القوس السني (الفك) العلوي والسفلي والتي ستصبح في النهاية الأسنان الأولية.

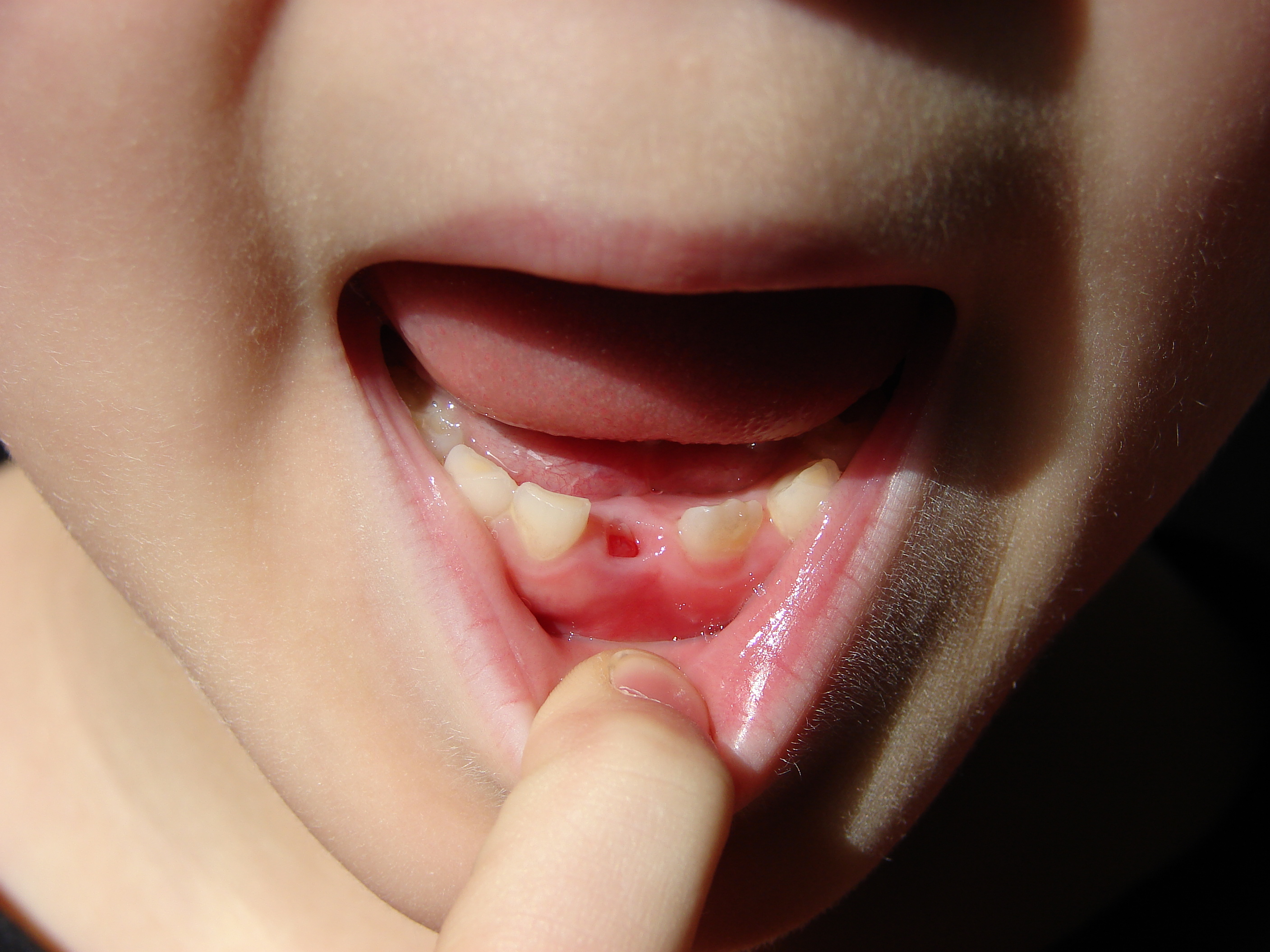
أسنان سفلية لعمر سبع سنوات, تَظهرأسنان أوليه (يسار), سن أولي مفقود (الوسط), سن دائم كامل البزوغ (يسار).

تستمر هذه الأسنان في التكوّن حتى تظهر في الفم. في المرحلة الأولى من التسنين، يوجد ما مجموعه عشرون سنًا، خمسة في كل ربع، وعشرة في كل قوس سني. يبدأ بزوغ هذه الأسنان في عمر ستة أشهر تقريبًا، ويستمر حتى عمر يتراوح بين 25 و33 شهرًا خلال فترة التسنين الأولى. عادةً أول الأسنان الأولية ظهوراً في الفم هي القواطع المركزية السفلية وآخرها ظهوراً الأرحاء الثانية العلوية.
المجموعه السنية الأولية مكونه من: القواطع المركزية، القواطع الرباعية، الأنياب، الأرحاء الأولى، الأرحاء الثانية؛ هناك واحد لكل ربع أي ما مجموعه أربع أسنان لكل نوع.
كلها تُستبدل تدريجياً بأسنان دائمة مقابلة لها بإستثناء الأرحاء الأولى والثانية حيث تُستبدل بالضواحك.
تحدد هذه الأسنان في «نظام تعيين الأسنان العالمي» بالأحرف الإنجليزية الكبيرهA-T.
استبدال الأسنان الأولية يبدأ في سن السادسة عندما تبدأ الأسنان الدائمة في الظهور في الفم منتجةً ما يُعرف بالمجموعة السنية المختلطة.
الأسنان الدائمة البازغة تسبب ارتشاف الجذر، حيث تدفع الأسنان الدائمة جذور الأسنان الأولية مسببةً ذوبانها بوساطة خلايا آكلة للسن، (بالإضافة لذوبان العظم السنخي المحيط بوساطة خلايا آكلة للعظم). ثم تمتص بواسطة الأسنان الدائمة المتكونة.
عملية تساقط الأسنان الأولية واستبدالها بالأسنان الدائمة تدعى «التقشير»، وقد تستمر هذه العملية من عمر الست سنوات إلى اثني عشرة سنة وعادةً في عمر الإثني عشر تبقى الأسنان الدائمة فقط.
عمر التسنين للأسنان الأولية:
- القواطع المركزية: 6-12 شهر.
- القواطع الرباعية: 9-16 شهر.
- الأرحاء الأولى: 13-19 شهر.
- الأنياب: 16-23 شهر.
- الأرحاء الثانية: 22-33 شهر.

### استبدال الأسنان اللبنية
يبدأ استبدال الأسنان اللبنية بالأسنان الدائمة في سن السادسة تقريبًا، نتيجةً لبزوغ الأسنان الدائمة، ما يؤدي إلى مرحلة التسنين المختلط.
يبدأ الاستبدال للأسنان العلوية في الأعمار التالية:
- القواطع المركزية: 7-8 سنوات.
- القواطع الجانبية: 8-9 سنوات.
- الأضراس الأولى: 9-11 سنة.
- الأنياب: 11-12 سنة.
- الأضراس الثانية: 9-12 سنة.

أما للأسنان السفلية:
- القواطع المركزية: 6-7 سنوات.
- القواطع الجانبية: 7-8 سنوات.
- الأضراس الأولى: 10-12 سنة.
- الأنياب: 9-11 سنة.
- الأضراس الثانية: 11-13 سنة.

تؤدي عملية بزوغ الأسنان الدائمة إلى امتصاص الأسنان اللبنية بما فيها الجذور لإفساح المجال للأسنان الدائمة، وتحدث عملية الامتصاص نتيجةً للضغط الذي يسلطه بزوغ الأسنان الدائمة إضافةً إلى عمل الخلايا ناقضة العظم.
تستمر هذه العملية 6-12 عامًا وتحل الأسنان الدائمة في كل الفك عند بلوغ الشخص سن الثالثة عشرة، وقد تفشل السن الدائمة في النمو لذلك تبقى السن اللبنية محلها.

## الدور
يعتبر الباحثون والمحترفون السنيون الأسنان الأولية أساسية في تطور تجويف الفم.
ايضاً استبدالات الأسنان الدائمة تتطور من نفس جراثيم السن كما الأسنان الأولية التي بدورها تزود توجيها لبزوغ الأسنان الدائمة. إضافة إلى أن عضلات الفك وتكون عظام الفك يعتمد على الأسنان الأولية والتي تحافظ على فراغ مناسب للأسنان الدائمة.
جذور الأسنان الأولية تزود فتحة لبزوغ الأسنان الدائمة. الأسنان الأولية تلزم أيضاً لتحقيق تطور مناسب في نطق الطفل وقدرته على مضغ الطعام.

## تسوس الأسنان اللبنية
يُعد تسوس الأسنان من أكثر الأمراض المزمنة انتشارًا بين الأطفال في جميع أنحاء العالم، وينتج من عدوى بكتيرية تزيل المعادن من الأسنان وتدمر ما لا يقل عن نصف السن، وقد تصيب اللب أيضًا.

## علاج تسوس الأسنان اللبنية
ينتشر التسوس في الأسنان اللبنية سريعًا وغالبًا ما يصل إلى لب السن. يتوجب معالجة اللب بإزالة التسوس وتغطية اللب للحفاظ على حيويته، ومن ثم الحفاظ على صحة السن والأنسجة الداعمة لها.
تشمل خيارات العلاج ما يلي:
- التغطية اللبية غير المباشرة.
- التغطية اللبية المباشرة.
- بضع اللب.
- معالجة لب الأسنان بالاستئصال.

التغطية اللبية غير المباشرة: هي تقنية تُستخدم للحفاظ على حيوية لب الأسنان بواسطة تغطية طبقة العاج الرقيقة التي تغلف اللب بمواد سنية ترميمية مثل هيدروكسيد الكالسيوم.
التغطية اللبية المباشرة: تُستعمل هذه التقنية عند ثقب طبقة العاج بمسافة ملم واحد، وتكشف لب السن بالخطأ خلال عملية إزالة التسوس، لكنها لا تستخدم لمعالجة تسوس اللب في الأسنان اللبنية نظرًا إلى ضعف فعاليتها، ويغطى اللب المكشوف بمادة هيدروكسيد الكالسيوم أو ثلاثي أكسيد المعادن الكلية (MTA).
بضع اللب: هي عملية إزالة الجزء التاجي من لب السن اللبني دون تضمين الجزء الجذري، ثم علاج الجزء المتبقي بمواد سنية مثل الفورموكريسول أو ثلاثي أكسيد المعادن الكلية (MTA) وكبريتات الحديديك، إضافةً إلى هيبوكلوريت الصوديوم وهيدروكسيد الكالسيوم وسيليكات الكالسيوم لكن بنسبة أقل.
معالجة لب الأسنان بالاستئصال: هي عملية معالجة التهاب اللب بعد تسوس الأسنان الواصل إلى اللب بإزالة اللب متضمنًا الجزء الجذري. يُزال اللب بجزئيه التاجي والجذري وتُملأ قنوات اللب بالمواد السنية وأخيرًا توضع الحشوة السنية. يجب أن تكون المواد السنية المستخدمة قابلة للذوبان مع جذر السن لمنع حدوث أي مشكلات ترتبط بعملية استبدال الأسنان اللبنية بالأسنان الدائمة.

## توصيات المواد السنية المستخدمة في علاج اللب
لا نعلم حتى الآن ما هي أفضل مادة سنية مستخدمة في حالات التغطية اللبية المباشرة.
يُعد ثلاثي أكسيد المعادن الكلية (MTA) والفورموكريسول من المواد السنية الأكثر فعالية في تقنية بضع اللب، وكلاهما أفضل من هيدروكسيد الكالسيوم. توجد بعض المخاوف حيال سمية الفورموكريسول، لكن حتى الآن لا توجد أي أبحاث عن سميته بعد استخدامه في معالجة لب الأسنان اللبنية لدى الأطفال.
يلون ثلاثي أكسيد المعادن الكلية (MTA) أسنان الأطفال باللون الرمادي، وتُعد هذه الخاصية من التأثيرات الجانبية غير المرغوبة وإن كانت لا تؤثر في نجاح العملية.
ربما يُعد يوجينول أكسيد الزنك (ZOE) الخيار الأفضل لملء قنوات الجذر بعد إزالة اللب في تقنية معالجة اللب بالاستئصال، إذ إنه فعال وغير مكلف وآمن للأطفال.

### توصيات العلاج
لا توجد دراسات توضح أي علاج من العلاجات الأربعة هو الأفضل حاليًا، أيضًا فإن نسب نجاح العلاجات متشابهة تقريبًا.
لذلك يحدد طبيب الأسنان العلاج الأفضل اعتمادًا على كمية طبقة العاج المصابة بالتسوس وتكشف اللب من عدمه والأعراض الجانبية المحتملة وخبرة طبيب الأسنان إضافةً إلى تفضيلات المريض.

## التقاليد الثقافية
تقريباً في كل اللغات الأوروبية تدعى الأسنان الأولية ب «الأسنان الحليبية», في الولايات المتحدة وكندا المصطلح «أسنان الطفل» هو الأشيع، في بعض البلاد الآسيوية يشيرون لها ب«الأسنان الواقعة» حيث انها تقع وتتساقط بالنهاية.
_ثقافات مختلفة عندها عادات مرتبطة بتساقط الأسنان الأولية.
في البلاد المتحدثة باللغة الإنجليزية فإن «جنية السن» شائعة في خيال الطفولة، حيث أن الجنية تكافئ الطفل عندما تسقط أسنانة الأولية، وعادةً يضع الأطفال أسنانهم أسفل وساداتهم في المساء، ثم تقوم الجنية بأخذ هذه الأسنان وتستبدلها بالمال أو هدايا صغيرة وهم نائمون.
في بعض الأماكن في استراليا، السويد والنرويج يضع الأطفال السن في كأس من الماء.
في العصور الوسطى للدول الاسكندنافيه كان هناك تقليد مشابه –ما زال موجوداً حتى وقتنا الحاضر في ايسلندا- وهو tannfe (مال- سن), وهي هديه تقدم للطفل عند سقوط أول سن أولي له.
_تقاليد أخرى مرتبطه بالفئران أو القوارض الأخرى بسبب أسنانها الحادة والدائمة.
الشخصية «راتون بيريز Raton Perez» والتي ظهرت في حكاية «الفأر الصغير المغرور». راتون بيريز كان يستخدم من قبل كولجيت في تسويق معجون الأسنان في فنزويلا  وإسبانيا.
في إيطاليا جنية السن «فاتنة Fatina» أُستبدلت بفأر صغير«توبينوTopino».في فرنسا وبلجيكا المتحدثة بالفرنسية تدعى هذه الشخصية «الفأر الصغير petite souris».
من أجزاء من اسكتلندا الأراضي المنخفضة جاء تقليد مشابة للفأره الجنية، جرذ جني أبيض يشتري الأسنان بالعملات النقدية.
_العديد من التقاليد اهتمت برمي الأسنان الساقطة، في تركيا، قبرص، المكسيك واليونان، الأطفال بشكل تقليدي يرمون أسنانهم الحليبية المتساقطة على سقوف منازلهم بينما هم يصنعون الأماني.
بشكل مشابه، في بعض الدول الآسيوية مثل الهند، كوريا، نيبال، الفلبين وفيتنام، عندما يفقد الطفل السن فإن العادة تكون بأن يرميه الطفل على السقف إذا كان أحد أسنان الفك السفلي، في حين يرميه في مكان تحت السقف إذا كان أحد أسنان الفك العلوي، وبينما يقوم بذلك فإن الطفل يصرخ طالباً أن يستبدل ذلك السن بواحد يشبه اسنان الفأر.هذا التقليد يرتكز على حقيقة أن أسنان الفئران تنمو طيلة حياتها، وهي صفه مميزه لجميع القوارض.
في اليابان يدعى للأسنان العلوية المفقوده بأن ترمى بشكل مستقيم للأسفل نحو الأرض، في حين الأسنان السفلية بشكل مستقيم للأعلى في الهواء؛ الفكرة هي ان تنمو الأسنان القادمه بشكل مستقيم.[citation needed]
بعض أجزاء من الصين تتبع تقليد مشابه وهو رمي الأسنان من الفك السفلي على السقف ودفن الأسنان من الفك العلوي تحت الأرض، كرمز للمطالبه بأن تنمو الأسنان الدائمه بسرعه وفي الإتجاه الصحيح.
تقليد سريلانكا هو رمي السن الحليبي على السقف أو شجره في حال وجود سنجاب عليها (FunambulusPalmarum). ثم يخبر الطفل ذلك السنجاب بأن يأخذ السن القديم مقابل لآخر جديد.
في باكستان، الأطفال يدفنون أسنانهم على السقف أو في الحديقة متمنيين غيرها جديده.
في بعض أجزاء من الهند، الأطفال يعرضون أسنانهم الساقطه للشمس وعادةً تكون مغطاة بخرقة صغيرة من قطن العشب.[clarification neede]
تقليد رمي السن لأعلى في السماء إلى الشمس أو الإله ثم طلب واحد جديد لإستبداله شائعٌ في بلاد الشرق الأوسط مثل العراق، الأردن، السودان ومصر. وربما نشأ هذا التقليد في طرح ما قبل الإسلام وتحديداً في تاريخ يعود على الأقل للقرن الثالث عشر عندما ذكره عز بن هبة الله الحديد.
في بريطانيا قبل العصر الجديد، الأسنان المفقوده كانت تدفن بشكل شائع لتدميرها، كان هذا ربما لأسباب دينيه متعلقه بنهاية الزمان، وربما الخوف مما قد يحدث إذا تمكنت الحيوانات من الحصول عليها..[clarificationneeded]